# 锡尔特 (科罗拉多州)
锡尔特（英語：Silt）是美国科罗拉多州加菲尔德县下属的一座自治市鎮。建市于1915年5月19日，面积大约为1.465平方英里（3.795平方公里）。根据2010年美国人口普查，该市有人口2,930人。2011年估计该市有人口2,925人，相比2010年人口增长率为-0.17%。同时，论人口该市是科罗拉多州第93大城市。